# Alexander Gerschenkron
Alexander Pavlovich Gerschenkron (* 1. Oktober 1904 in Odessa, Russisches Kaiserreich; † 26. Oktober 1978 in Cambridge, Massachusetts) war Ökonom und Wirtschaftshistoriker. Er war rund 25 Jahre lang Professor für Volkswirtschaftslehre (Wirtschaftsgeschichte) an der Harvard University.

## Leben
Gerschenkron wurde 1904 in Odessa als Sohn von Pavel „Paul“ Gerschenkron (1879–1974) und seiner Frau Sophie, geborene Kardon, geboren. Er hatte zwei jüngere Geschwister. Der 1912 geborene Bruder Anatol („Tolia“) starb 1938 kurz nach der Ankunft im Pariser Exil an einer Lungenerkrankung. Seine Schwester Lydia wurde 1917 geboren. Die Familie war jüdischen Ursprungs, Alexander Gerschenkron wuchs aber christlich auf. Später ließ er von Religion ab.
Paul Gerschenkron war Direktor einer „für damalige Verhältnisse großen Fabrik“ in Odessa, die verstaatlicht wurde, als die Bolschewiken im Gefolge der Russischen Oktoberrevolution in die Stadt kamen. Als die Bolschewiken die Stadt verließen, wurde die Fabrik reprivatisiert. Als die Bolschewiken zurückkehrten und feststellten, dass das Unternehmen Dividenden ausgeschüttet hatte, sahen sie das als Verrat an. Paul Gerschenkron wurde daraufhin von der Tscheka ins Visier genommen, und die Familie beschloss zu fliehen. Zunächst machte sich Paul Gerschenkron mit Alexander auf den Weg. Die Mutter und die beiden anderen Kinder sollten später folgen. Sie wollten über Österreich nach Frankreich reisen, doch dieser Plan wurde aufgegeben, als Paul innerhalb weniger Wochen eine Stelle als Direktor der Turbinenfabrik Heid in der Gemeinde Stockerau nördlich von Wien, angeboten wurde, wo sich die Familie niederließ.
Nach dem Besuch des Gymnasiums in der Wiener Albertgasse studierte er ab 1924 Staatswissenschaft, ein Studiengang der Wirtschafts- und Politikwissenschaften umfasste, an der Universität Wien. Er promovierte 1928 unter Adolf Menzel mit der Arbeit „Die Krise der Demokratie und die politischen Parteien“. In ihr erachtete er eine marxistische Demokratie als österreichische Zukunftslösung. In losem Zusammenhang sei erwähnt, dass in jener Zeit das Gebiet der Volkswirtschaft von einer kulturell-philosophischen und historischen Wissenschaft zu einem mathematisch determinierten Studienfeld mutierte. Etwas was die Wiener Universitäten jener Zeit ignorierten. Paul Samuelson befand, dass die im Wien der 1920er und 1930er Jahre gelehrte Wirtschaftswissenschaft „unglaublich primitiv“ gewesen sei.
Kurz darauf heiratete er Erika Matschnigg (nach der Übersiedlung in die USA „Erica“ geschrieben), die bereits auf dem Gymnasium seine Banknachbarin war, in einer standesamtlichen Zeremonie. Erika war zu diesem Zeitpunkt bereits mit der 1929 geborenen Tochter Susanna („Susi“) schwanger; 1937 folgte mit Renate, die allseits nur Heidi genannt wurde, eine weitere Tochter. Sie war die Stieftochter von Michael Schacherl, einem Arzt, der als SDAP-Politiker unter anderem Mitglied des Reichsrates und der Konstituierenden Nationalversammlung und von 1921 bis 1934 auch Chefredakteur des Lokalteils der Wiener Arbeiter-Zeitung war. Diese Verbindung war ursächlich, da sich Gerschenkron sozialistisch sozialisierte und später auch selbst der Sozialdemokratischen Partei beitrat.
Danach übernahm er die Vertretung für Österreich und den Balkan für einen belgischen Motorradhersteller. Ab 1931 widmete er sich den österreichischen Sozialdemokraten. Er arbeitete für diese unter anderem als Buchhalter, Zimmermannsgehilfe und schrieb Artikel für Der Kampf und die Arbeiter-Zeitung. Zeitweise schrieb er als Alex eine Wirtschaftskolumne; viele schrieben in jener Zeit nicht mehr unter ihrem vollen Namen. Das Einkommen war schlecht. „Er  lebte für seine Ideen und Vorstellungen“, wie es ein Weggefährte formulierte. Beim Februaraufstand 1934 (verursacht durch die Folgen der Weltwirtschaftskrise für das ohnehin nach dem Ersten Weltkrieg verarmte Österreich) zog er sich leichte Verletzungen zu – bis zu 1000 Arbeiter starben. Die Sozialdemokratie wurde verboten. Spätestens seit diesem Zeitpunkt war Antisemitismus, auch hervorgerufen dadurch, dass die wirtschaftlichen Eliten stark überproportional jüdisch waren, nicht mehr nur unterschwellig, sondern fand immer mehr steten öffentlichen Ausdruck. Seine Eltern und seine Schwester Lydia gingen nach England.
Nach der Zerschlagung der SDAP schloss sich Gerschenkron, wie viele weitere Mitglieder des linken Flügels der Partei, der Kommunistischen Partei Österreichs an, wie er dem im Exil in Brünn befindlichen Otto Bauer, einem führenden Theoretiker der österreichischen Sozialdemokratie und Begründer des Austromarxismus, 1935 in einem Brief mitteilte. Notizen von Joseph Buttinger, einem der führenden Akteure der illegalen Sozialdemokratie, bestätigen das.
Alexander Gerschenkron, der später seinen sozialistischen Hintergrund im Verborgenen hielt, lebte fortan schlecht von Gelegenheitsarbeiten. Manchmal hielt er Vorträge an der Volksuniversität. Schließlich erhielt er von seinem Vater, mit dem er sich einige Zeit vorher politisch überworfen hatte, eine durchaus ansehnliche Apanage.
1937 schloss sich Gerschenkron dem von Friedrich von Hayek und Ludwig von Mises gegründeten Österreichischen Institut für Konjunkturforschung an. Dort wurde er Anfang 1937 von einem Mitarbeiter der Universitätsbibliothek darüber informiert, dass der Wirtschaftsprofessor Charles A. Gulick (1886–1984) von der University of California einen Zuarbeiter für sein Werk Austria from Habsburg to Hitler suchte. Nach einem Treffen in Wien bekam er den Job.
Spätestens 1938 wurde es klar, dass er und seine Familie Österreich verlassen mussten, was ihm und seiner heimatverbundenen Frau schwer fiel. Nachdem sich die Ausreisegenehmigung immer mehr hinauszog, blieb nur noch die Flucht über die Schweiz. Erika reiste mit einem gefälschten Pass für die ältere Tochter Susi per Zug nach Zürich, wo sie von Verwandten der Gerschenkron-Familie aufgenommen wurde. Die jüngere Tochter wurde vom Mann einer holländischen Geistlichen per Zug nach Rotterdam verbracht, der dazu den Pass seiner eigenen etwa gleichaltrigen Tochter verwendete.
Mit Hilfe von Schweizer Arbeitern eines an der Grenze gelegenen Salzbergwerks gelangte er mit diesen bei abendlichen Pendeln zurück über einen Grenzfluss in Schweiz. Die Familie wurde in Letchworth, wo sich Alexander Gerschenkron niedergelassen hat wiedervereint. Dort erhielt er von Charles Gulick nach Berkeley eine formelle Einladung und ein Affidavit of Support, was bedeutete, dass Gulick für ihn haften würde, sollte er ohne Einkommen sein.
Im folgenden Jahr lebte er im Gästezimmer Gulicks und arbeitete an Austria from Habsburg to Hitler. Diese Buch mit insgesamt 1900 Seiten in zwei Bänden wurde 1948 unter Lobpreisungen veröffentlicht und Gerschenkron, der als Forschungsassistent kreditiert wird, wird von vielen als der eigentliche Hauptautor des Werks angesehen. Dem Wirtschaftshistoriker Albert Hirschman soll er Anfang der 1970er Jahre anvertraut haben, dass er in der Tat zum großen Teil Verfasser des Buches sei. „Ein Buch für einen [US-]Pass war ein guter Handel“ soll er später einmal gesagt haben. Dennoch, auch Gulick war voll des Lobes über seinen Beitrag. „Er arbeitete oft 20 Stunden am Stück. Er half mir in einer Weise die man nicht hoch genug einschätzen kann. Lediglich bei der Darstellung der Sozialdemokratie übertrieb er gelegentlich.“
Den Rest seiner Zeit in Berkeley verbrachte er meist nebst weiteren Schicksalsgenossen hinter schweren Metalltischen in der Doe Library der Universität, wo sie als research associates bei spärlichem Gehalt die Professoren der Wirtschaftsfakultät bei der Abfassung ihrer Bücher unterstützten. Eine Aufgabe die ansonsten eher von spätsemestrigen Studenten wahrgenommen wird. Dort lernte er auch Hirschman kennen. Es sollte sich jedoch keine tiefe Freundschaft entwickeln. Gerschenkrons Abneigung die Vergangenheit wieder aufleben zu lassen oder gar zu thematisieren stand dem wohl entgegen. Doch viele ähnliche Erfahrungen und Einsichten ließen die beiden zeitlebens in Verbindung bleiben.
Von 1944 bis 1948 arbeitete er in der Statistik- und Forschungsabteilung des Federal Reserve System in Washington DC. 1945 wurde er amerikanischer Staatsbürger, 1948 wurde er an die Harvard University berufen, zunächst als associate professor, 1951 als ordentlicher Professor.
In den Folgejahren erhielt er zahlreiche Ehrenmitgliedschaften und Ehrenämter, unter anderem war er Präsident der Economic History Association. 1963 wurde er in die American Academy of Arts and Sciences und 1970 in die American Philosophical Society gewählt. Seit 1969 war er korrespondierendes Mitglied der British Academy.

## Werk
Gerschenkron beschäftigte sich vor allem mit dem Prozess, den Bedingungen, den Verläufen und der statistischen Messung ökonomischer Größen der Industrialisierung für das 19. Jahrhundert.
Über die Grenzen der Wirtschaftsgeschichte hinaus wurde Gerschenkron durch zwei nach ihm benannte Phänomene bekannt, die er erstmals beschrieb:
Der Gerschenkron-Effekt bezeichnet die Tatsache, dass die Wachstumsrate einer Zeitreihe durch das Verschieben des Basisjahres verändert werden kann. In seinem Frühwerk beschäftigte sich Gerschenkron mehrmals mit derartigen statistischen Gesetzmäßigkeiten.
Der Hintergrund war ein politischer. Beispielsweise machte sich die Sowjetunion derartige Phänomene regelmäßig zunutze, um das Funktionieren der sozialistischen Wirtschaftsordnung nach außen zu dokumentieren.
Ebenfalls nach Gerschenkron benannt ist die Theorie der „Vorteilhaftigkeit der Rückständigkeit“. In seinem Werk Economic Backwardness in Historical Perspective zeigte er 1962 auf, inwiefern eine moderate Rückständigkeit im Vergleich zu anderen Nationen die rasche ökonomische Entwicklung eines Landes begünstigen kann.

## Schriften
- Bread and Democracy in Germany. University of California Press, Berkeley CA u. a. 1943.
- Economic Relations with the U.S.S.R. (= Papers submitted to the Committee on International Economic Policy by its Advisory Committee on Economics. Bd. 5, ZDB-ID 1159910-8). Committee on International Economic Policy in cooperation with the Carnegie Endowment for International Peace, New York NY 1945.
- Economic Backwardness in Historical Perspective. A Book of Essays. Belknap Press, Cambridge MA 1962.
- Continuity in History and Other Essays. Belknap Press, Cambridge MA 1968.
- Europe in the Russian Mirror. Four Lectures in Economic History. Cambridge University Press, Cambridge MA 1970, ISBN 0-521-07721-4.
- An Economic Spurt that Failed. Four Lectures in Austrian History. Princeton University Press, Princeton NJ 1977, ISBN 0-691-04216-0.